# Rhododendron incommodum
Rhododendron incommodum är en ljungväxtart som beskrevs av Herman Otto Sleumer. Rhododendron incommodum ingår i släktet rododendron, och familjen ljungväxter. Inga underarter finns listade i Catalogue of Life.